# Kamjanec-pogyilszkiji vár
A kamjanec-pogyilszkiji vár (ukránul: Кам'янець-Подільська фортеця; lengyelül: twierdza w Kamieńcu Podolskim; litvánul: Podolės Kameneco tvirtovė) egy egykori ruszin-litván vár és egy későbbi háromrészes lengyel erődítmény, amely az ukrajnai Kamjanec-Pogyilszkij történelmi városában, az ország nyugati részén fekvő Podólia történelmi régióban található. Nevét a „kamin” gyökszóra vezetik vissza, amely a szláv „kő” szóból származik.
A történelmi beszámolók a 14. század elejére datálják a kamjanec-pogyilszkiji várat, bár a legújabb régészeti bizonyítékok már a 12. vagy 13. században is bizonyították az emberi jelenlétét a területen. A vár eredetileg a várost a szárazfölddel összekötő híd védelmére épült, és egy félsziget tetején áll, amelyet a kanyargó Szmotrics folyó vájt ki, természetes védelmi rendszert alkotva Kamjanec-Pogyilszkij történelmi óvárosi negyedének.
Podólia stratégiai fontosságú közlekedési csomópontjában való elhelyezkedése miatt a vár az idegen hódítók elsődleges célpontjává vált, akik a várat a saját igényeiknek megfelelően átépítették, ami tovább növelte a vár multikulturális építészeti sokszínűségét. A komplexum a IV. Kázmér király által megerősített, majd I. Zsigmond és Báthory István királyok által átépített Óvárból, valamint a III. Zsigmond és IV. Ulászló királyok által alapított Újvárból áll, azonban az eredeti szerkezet számos építészeti és mérnöki változtatása ellenére a vár még mindig egységes építészeti képet alkot, a mai Ukrajna kevés viszonylag jól megőrzött középkori építményének egyike.
A vár az óváros negyedével együtt a „Kamjanec” nemzeti történelmi-építészeti rezervátum és a „Pogyilszkij Tovtri” nemzeti környezetvédelmi park része. Az épületegyüttes 1989-ben az ukrán képviselők az UNESCO javasolt világörökségi listájára jelölték, és egy széles körű szavazáson Ukrajna hét csodájának egyikévé választották. Ma az erődítmény a város legelismertebb nevezetessége, fontos regionális és országos turisztikai látványosságként szolgál.

## Története

### Alapítása és korai története
A hagyomány szerint a Kamjanec-Pogyilszkij várát a 14. század második felében alapították, mivel az első pontos történelmi emlékek a várról a 14. század közepéről származnak, amikor a Kijevi Rusz nyugati területeinek nagy része a Litván Nagyfejedelemség ellenőrzése alatt állt. 1374-ben Jurij Korjatovics podóliai fejedelem írásos dokumentuma például megemlíti, hogy a váron belül a magdeburgi jogokat Kamjanecnek adják át. Az 1960-as években végzett régészeti ásatások azonban ellentétes bizonyítékokat szolgáltattak, amelyek arra utalnak, hogy a vár alapítása még korábbra, a 12. század végére vagy a 13. század elejére nyúlhat vissza. Történelmi és régészeti bizonyítékokból az is világos, hogy a Kijevi Rusz szláv államának idején is létezett egy földvár a területen, de nem a jelenlegi várral azonos helyen.
Ez a vár ugyan elavult, de továbbra is létfontosságú volt Kamjanec és a közeli kereskedelmi útvonalak védelmében, ezért Krakkó vajdája, Melsztyni Spytek a 15. század fordulóján megkezdte a komplexum korszerűsítését, az átépítés során a régi tornyokat felújították, és tíz új tornyot építettek hozzá. Másfél évszázaddal később a várat ismét korszerűsítették, ezúttal Hiob Praÿetfuess hadmérnök és építész vezetésével, aki az Új Nyugati és Keleti tornyokat, a vár keleti falát és egy földalatti galériát, valamint a Telt kapukat és a város sztaroszta közösségének házait is építette.

### A folyamatos támadások kora
A 14. század közepétől a 15. század közepéig a kamjanec-pogyilszkiji vár a Lengyel–Litván Nemzetközösség egyik fő határán feküdt. A vár egészen 1434-től Lengyelország második felosztásáig és az Orosz Birodalom 1793-as annektálásáig fontos szerepet játszott a közelgő kozák, oszmán és tatár betörések elleni védekezésben; a 15–17. században összesen 51 alkalommal támadták meg tatár hordák. 1448, 1451, 1509 és 1528 tatár betörései, valamint az 1533-as oszmán ostrom mind a várban, mind a városban károkat okozott, de mindezeket a betöréseket sikeresen visszaverték.

A vár fontos szerepet játszott az 1648 és 1654 közötti Hmelnyickij-felkelés idején, amikor a Bohdan Hmelnyickij hetman vezette zaporozsjei kozákok a krími tatárokkal és a helyi ukrán parasztsággal szövetkeztek a Lengyel–Litván Nemzetközösség hadserege és milíciája ellen. A felkelés során a várat sikertelenül ostromolták a helyi kozákok és felkelők Makszim Krivonyisz parancsnok vezetésével. 1651-ben a várat Ivan Bohun hetman vezetésével újabb kozák ostromnak vetették alá, mielőtt az Alekszandrenka és Csujika parancsnokok vezette lengyel felkelők váratlan ellentámadása helyreállította a lengyel jelenlétet a területen, és feloldotta az ostromzárat. Egy 60 000 fős sereg, amelyet maga Hmelnyickij vezetett, 1652-ben újra megerősítette a kozákok uralmát a vár felett. 1652-ben, alig egy évvel később a várat ismét megtámadták, ezúttal egy 40 000 fős krími tatár horda.

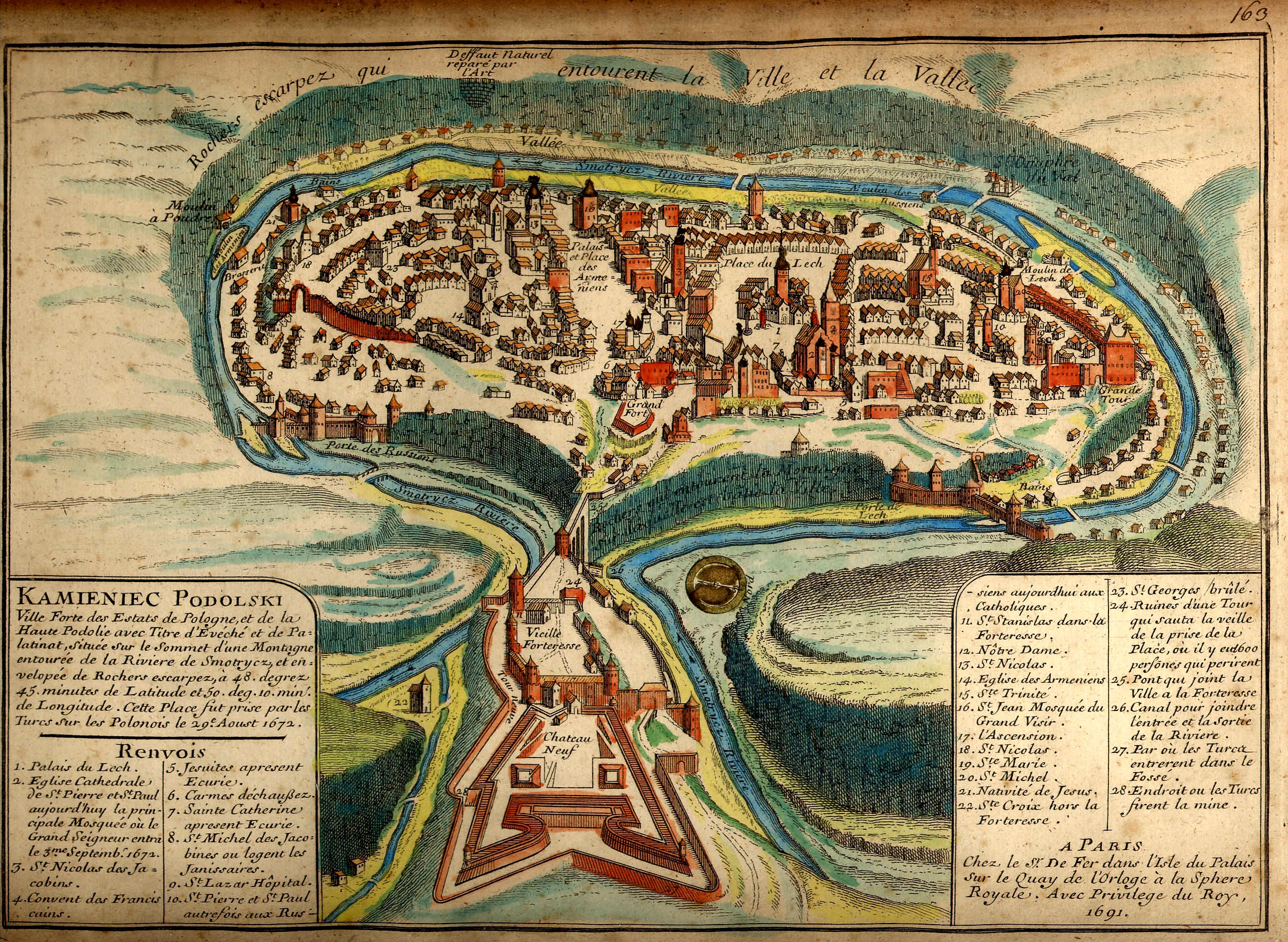
A vár és az óváros 1691-ből származó térképe

1672. augusztus elején a IV. Mehmed szultán vezette 300 000 fős oszmán haderő és a Petro Dorosenko hetman vezette 40 000 fős, tatárokból és kozákokból álló egyesített haderő ostrom alá vette a várat. 1672. augusztus 18-án a város vezetői a támadókkal folytatott tárgyalások után átadták az erőd feletti ellenőrzést az oszmánoknak. A vár fontos szerepet játszik Henryk Sienkiewicz Pan Wołodyjowski című regényében, mivel a fiktív regényben leírt ostrom során az erőd két szintén kitalált parancsnoka, Michał Wołodyjowski és Ketling őrnagy tiltakozásuk jeléül felrobbantották a vár maradék puskaporát, és 800 védővel együtt megölték magukat. A támadás után 27 évig az erőd az oszmán uralom bázisaként szolgált Podóliában. 1699-ben a karlócai békeszerződés értelmében a terület ismét lengyel ellenőrzés alá került, miután az Oszmán Birodalom átengedte a területet.

### Börtönné alakítása
A 18. század elejétől kezdve a Kamenyec-Pogyilszkij elvesztette védelmi szerepét, és inkább katonai börtönként, mint katonai erődítményként használták. Számos embert végeztek ki vagy tartottak fogva a börtönben, köztük kozák sztarsinákat (altiszteket) és hajdamakokat (lengyelellenes lázadókat), de még a hároméves lengyel trónkövetelő, Stanisław August Poniatowski is raboskodott itt, aki később az utolsó lengyel király lett.
Bár védelmi szerepét elvesztette, a Lengyel Királyság egyik legerősebb erődítménye maradt egészen Lengyelország 1793. április 21-i második felosztásáig, amikor mind a vár, mind a város az Orosz Birodalom fennhatósága alá került. Ugyanezen a napon a vár parancsnoka átadta a vár kulcsát, és a város székesegyházában hűséget esküdött a birodalomnak. Később százegy tüzérségi ágyú tisztelgett lövéssel a várban a parancsnoki döntés előtt. 1812-ben, az Oroszország elleni francia invázió idején az orosz cári hadsereg a várban állomásozott. 1815-ben Konsztantyin Batyuskov, aki később ismert költő és író lett, tisztként állomásozott a várban. 1846-ban Vlagyimir Rajevszkij költő állomásozott a várban, ez idő alatt létrehozta a haladó gondolkodású katonatisztek dekabristabarát szervezetét.
1816-tól 1914-ig az erődöt katonai börtönből bűnözők, politikai foglyok és adósok börtönévé alakították át. 1831-ben – a kolerajárvány idején – Vlagyimir Dal leendő orosz lexikológus katonaorvosként dolgozott a várban. Később ő írta az orosz nyelv értelmező szótárát is. A vár a 19. században a podóliai antifeudalizmus mozgalmának központja volt, amelyet az 1812-es honvédő háború lovassági veteránja, Usztim Karmaljuk (1787–1835) vezetett, akit az ukránok ma nemzeti és népi hősként tartanak számon.

### Múzeummá alakítása és restaurálása
Az 1905-ös forradalmat követő politikai változások sorozata után a politikai pártokat és szervezeteket az egész Orosz Birodalomban törvényileg engedélyezték. A várban 1906-ban összesen 67 politikai szervezetnek volt a székhelye. Köztük volt az Oroszországi Szociáldemokrata Munkáspárt „Iszkra” (Szikra) című lapja is. 1928-ban az Ukrán Szovjet Szocialista Köztársaság népbiztostanácsa által kiadott rendelet a Kamjanec-Pogyilszkij épületegyüttesét történelmi-kulturális műemlékké nyilvánította. Az 1930-as évek végén tervbe vették a vár múzeummá alakítását, és 1937-ben megkezdődtek az épületek rekonstrukciós munkálatai. 1937-ben a múzeumi látványosságok közé került egy Karmaljukot ábrázoló jelenet a vár Pápai tornyának börtöncellájában, ahol a bűnözőt a várban töltött fogsága idején tartották fogva. A vár látogatottsága az 1930-as években elérte az évi 300 000 főt.
1947-ben a felvették a műemlékvédelem össz-szövetségi listájára. 1958. április 18-án a Karmaljuk-kiállítás közelében emléktáblát és egy Karmaljukra emlékeztető bazalt domborművet állítottak fel. 1962 óta restaurálási és régészeti munkálatokat végeznek a várban Jevhenyija Plamenicka és Anatolij Tyupics építész-restaurátorok vezetésével. 1977. május 18-án létrehozták a „Kamianyec” nemzeti történelmi-építészeti rezervátumot. 1989. szeptember 13-án az Ukrán SZSZK kormánya a kamjanec-pogyilszkiji várat és óvárosát felvette az UNESCO világörökségi helyszínek ideiglenes listájára.
2004-ben a rezervátumot nemzeti műemlékvédelmi területté minősítették át. 2007. augusztus 21-én a komplexumot Ukrajna hét csodájának egyikévé nyilvánították, amikor egy országos versenyen a 3. helyet szerezte meg. 2011. augusztus 1-jén egy súlyos vihar részben elpusztította az Új Nyugati tornyot; a város polgármesteri hivatala nem tagadta, hogy a torony szerkezeti integritása meggyengült a legutóbbi, 2007-es felújítás során, ami előkészítette az utat annak mindössze négy évvel későbbi összeomlásához.

## Építészeti jellemzői

### Fekvése és felépítése
Az épületegyüttes egy mészkőformáción nyugszik, amelyet a Szmotrics folyó kanyonja vesz körül. Ennek következtében alapjai mészkőből, valamint helyi és importált téglából és kőből épültek, sőt, a vár nevét a kaminy' gyökből eredeztetik, amely a szláv kő szóból származik. A vár két fő része, az Óvár (ukránul: Старий замок) és az Újvár (ukránul: Новий замок) különböző időszakokban épült. Maga a város a folyó egy kanyarulata által körülölelt platón épült, és a meredek kanyon szinte minden oldalról természetes védelmet biztosított.
Az Óvár a Kamjanec-Pogyilszkij óvárosához vezető egyetlen keskeny természetes földhidat védte, és az ellenséges katonák közvetlen támadásai ellen épült. Alaprajza szabálytalan négyszög alakú, délkeletről északnyugat felé egy magas hegyi út szélén húzódik. A vár szélessége kb. 50 méter, hossza északról 135 méter, délről 160 méter, középen pedig 180 méter. A várudvar területe kb. 0,75 hektár, a melléképületekkel együtt eléri az 1,5 hektárt. Az Óvárat magas falak veszik körül, 11 kőtornya van. A várba kelet felől a város felől lehet bejutni. A tornyok a következőképpen helyezkednek el: a vár hosszában mindkét oldalon 4-4 torony épült, a nyugati oldalon a végén 2 torony, és egy külön északról a folyó mellett.
Az Újvárat a vár számos későbbi korszerűsítése során alakították ki; célja az ellenséges tábori seregek elleni védelem biztosítása volt, és úgy tervezték, hogy támogassa az újabb katonai találmányokat, például a nagy hatótávolságú tüzérségi ágyúkat. Kialakítása is modernebb, a csillagerődökhöz hasonló felépítésű, és a kerek tornyok helyett nagy méretű olaszbástyákkal látták el. Az Újvár trapéz alakú, északnyugat felé néző széles oldallal. A falak szélessége az árkokkal együtt eléri a 250 métert, hossza a régi vár irányában kb. 220 méter. A földvár területe az összes bástyával együtt kb. 3 hektár, így a két vár teljes területe körülbelül 4,5 hektár.

### Az erődítmény falai
A kamjanec-pogyilszkiji vár falai három szakaszra vagy teraszra oszlanak; az északi, a déli és a keleti részre.
Az északi terasz falai mintegy 336 méter hosszúak, és az egész belső udvart védik. Az udvar északnyugati falai alkotják az Óvárat, amely a Nap- és a Rozhanka-torony között végződik. Két párhuzamos falból állnak, amelyek közé tartozik a Nyugati Kis torony, a Fekete torony maradványai és a kétszintes kazamaták, vagyis megerősített ágyúállások. A két fal közül a régebbi a 12. század elejéről származik, és csengettyűkkel épült. A keleti falakon egy másik kazamaták helyezkedtek el. A keleti falakon lévő bejárat a várba Új Várkapu néven ismert, és még két kapu volt, az egyik az északi falakon, az úgynevezett Régi Várkapu, a másik pedig a Mező kapu, amely a Víz tornyot kötötte össze a vár többi részével. Az északi falakat teljes hosszában az Északi bástya erősíti meg. 1790-ben, közvetlenül Lengyelország második felosztása előtt építették a bástyát. 1790-ben épült a fő várkomplexumtól nyugatra fekvő, szarvműnek tervezett Újvár is.
A vár udvarának keleti oldalán álltak a Szent Sztaniszló-templom maradványai, mellette Potockij kriptája, a Kovpak-torony mellett pedig egy keleti ortodox templom állt, ahol Korjatovics herceg temetkezett. A Kovpak- és a Tenchynska-torony közötti déli falak mentén lévő udvarban egy magtár és egy szekércsűr állt. Ezekkel szemben, az északi falak és a Lanckorońska-torony közelében volt a sztaroszta lakhelye, a Tenchynska-torony mellett állt a „Rurmusz”, amely a vár ciszternájaként szolgált. A déli falaknál, a Fehér-toronyhoz közelebb (a Tenchynska- és a Fehér-torony között) működött a konyha és a pékség.  A nyugati falakkal szemben helyezkedett el a cselijadna, vagyis a jobbágyok szállása, ahol legfeljebb 70 várjobbágy lakott, akik a z erődítményben szolgálták. Az északi falakon kívül helyezkedett el a vár istállója, amely akár 30 lónak is otthont adhatott. A 16. században a várnak mintegy 300 fős helyőrsége volt, akik a városban laktak.
Amikor a Kamjanec-Pogyilszkij-i Ipari Szakképző Iskola a várfalakat vizsgálta, a város „Podzamcse”, azaz az alsó várnegyed melletti útszéli folyóhomokos területet fedeztek fel, amely az előző évben részben aláásta a vár támfalait. A folyóhomok hatására feltárultak a vár alapfalai, valamivel több mint 5 méter mélyen. Az alapfalak a folyóvölgy mentén kanyont alkotó mészkőre épültek.  A további ásatási munkálatok kimutatták, hogy a falak nyugat felé is húzódtak, a régi várból az új vár bástyájáig. A régi várhíd támasztó lábazatát is megtalálták az árokban. A falban délről a egy 2,5 méter széles és 5 méter magas nyílás található, amelyen keresztül a Szakképző Iskola feltételezése szerint víz folyt.
A megmaradt északnyugati falak a vár külső oldalától mérve 13,7 méter, az udvartól mérve pedig 5,7 méter magasak. A számos átépítés következtében a falak alapzatának mélysége az évszázadok során változott: a középkorban 1,45 méter  mély volt, a 14. és 15. században 2,2 méter , a 16. és 17. századi átépítés után pedig átlagosan 4 méter . A falak mélysége a 16. és 17. században átlagosan 4 méter  volt. A közelmúltban konzerválási munkálatokat végeztek a falakon, hogy megőrizzék a régi Rusz-korabeli töredékeit.

### A várhíd
A vár egyedülálló félszigeti elhelyezkedése miatt a várhíd (ukránul: Замковий міст) az egyetlen közlekedési összeköttetés a város óvárosi negyedével. A középkori mérnöki munka jelentős teljesítményének tartják. A híd 88 méter hosszú, szélessége a bejáratánál mintegy 8,5 méter, míg a végén 6,5 méterre szűkül. A híd magassága a bejáratnál 27 méter, a túloldalon ez 17 méterre csökken.
A 15. század elején a híd várbeli végén egy nagy kerek kaputornyot építettek; a híd magassága a toronnyal együtt nyolc modern emelet magasságának felelt meg. 1687-ben, a város sikertelen lengyel ostroma idején a várhidat a törökök átépítették és megerősítették, így kapta a „török híd” (ukránul: Турецький міст) nevet, amelyet sok helybéli ma is használ. A híd kőhomlokzata 1841-től a 19. század végéig rossz állapotban volt, a későbbi állagmegóvási munkálatok hiánya, valamint az 1986-os földrengés okozta károk hozzájárultak a rossz állapotához. 2000-ben a World Monuments Fund a várhídat felvette a 2000 World Monuments Watch listájára, amely a 2000. évi állapot alapján a 100 legveszélyeztetettebb műemléket tartalmazta.

## Kulturális hatása
Az egyik legenda szerint, amikor 1621-ben II. Oszmán szultán a vár alá érkezett, hogy elfoglalja a várost, állítólag lenyűgözte annak ereje és erődítményei, és megkérdezte: „Ki építette ezt a nagyszerű várost?” Valaki ekkor azt válaszolta neki: „Maga Isten.” Amikor Oszmán nem tudta elfoglalni a várat, akkor azt válaszolta: „Akkor maga Isten foglalja el a várost.” Egy másik helyi legenda szerint a törökök aranya a Szmotrics folyóban lett elrejtve, és a kamjanec-pogyilszkiji várból egy 20 km-es alagút vezet a hotini várba.
Az 1672-es oszmán ostrom eseményeit a lengyel irodalmi Nobel-díjas Henryk Sienkiewicz 1888-as Pan Wołodyjowski (magyar címén A kislovag) című történelmi regényében ábrázolta. A vár szerepelt a Moldován belüli szakadár, nemzetközileg el nem ismert Dnyeszter Menti Köztársaság által kibocsátott „Ősi erődök a Dnyeszter folyón” sorozat emlékérméin. 2017-ben az Ukrán Nemzeti Bank hasonlóképpen 5 és 10 hrivnyás emlékérméket bocsátott ki a régi várról.

## Fordítás
- Ez a szócikk részben vagy egészben  a   Kamianets-Podilskyi Castle című angol Wikipédia-szócikk ezen változatának fordításán alapul.  Az eredeti cikk szerkesztőit annak laptörténete sorolja fel. Ez a jelzés csupán a megfogalmazás eredetét és a szerzői jogokat jelzi, nem szolgál a cikkben szereplő információk forrásmegjelöléseként.